# Max Landis
Max Landis (ur. 3 sierpnia 1985 w Beverly Hills w stanie Kalifornia) – amerykański scenarzysta, reżyser, producent filmowy i telewizyjny, autor komiksów, aktor.

## Życiorys
Syn reżysera Johna Landisa i kostiumograf Deborah Nadoolman. Jego rodzina ma korzenie żydowskie. Jako osiemnastolatek sprzedał swój scenariusz zatytułowany Deer Woman; na jego podstawie John Landis wyreżyserował później odcinek serialu Mistrzowie horroru (Masters of Horror, 2005). W 2011 i 2012 roku magazyn Forbes uwzględnił Landisa w zestawieniach najlepiej prosperujących przedstawicieli branży rozrywkowej poniżej trzydziestego roku życia.
W oparciu o scenariusz Landisa wyreżyserowano film science-ficion Kronika (Chronicle, 2012), dystrybuowany przez studio 20th Century Fox. W 2015 Landis debiutował w roli reżysera, tworząc komedię Dlaczego mi nie powiedziałeś? (Me Him Her). Za pracę nad tym filmem uzyskał nominację do nagrody New American Cinema podczas Międzynarodowego Festiwalu Filmowego w Seattle. Bazując na scenariuszu Landisa, Nima Nourizadeh wyreżyserował komedię akcji American Ultra (2015), w której role przodujące odegrali Jesse Eisenberg i Kristen Stewart.